# Apollo (canción)
«Apollo» —[a.pɔ.lo]; en español: «Apolo»— es una canción compuesta por Elias Näslin, Nicolas Günthardt y Alessandra Günthardt e interpretada en inglés por la banda suiza Timebelle. Fue elegida para representar a Suiza en el Festival de la Canción de Eurovisión de 2017 tras ganar la final nacional suiza, Die Entscheidungsshow 2017, el 5 de febrero de 2017.

## Festival de Eurovisión

### Festival de la Canción de Eurovisión 2017
Esta fue la representación suiza en el Festival de Eurovisión 2017, interpretada por Timebelle.
El 31 de enero de 2017 se organizó un sorteo de asignación en el que se colocaba a cada país en una de las dos semifinales, además de decidir en qué mitad del certamen actuarían. Como resultado, la canción fue interpretada en 13.eɽ lugar durante la segunda semifinal, celebrada el 11 de mayo de 2017. Fue precedida por Noruega con JOWST y Aleksander Walmann interpretando «Grab the Moment» y seguida por Bielorrusia con Naviband interpretando «Story of My Life». La canción no fue anunciada entre los diez temas elegidos para pasar a la final, y por lo tanto no se clasificó para competir en esta. Más tarde se reveló que el país había quedado en duodécimo puesto con 97 puntos.